# Slovenian Spirit
Slovenian Spirit je bila letalska družba, del avstrijske družbe Styrian Spirit. Njeno matično letališče je bilo letališče Maribor. 24. marca 2006 je Slovenian Spirit prenehal z opravjanjem letalskih dejavnosti zaradi bankrota družbe Styrian Spirit.

## Destinacije
Letalska družba je povezovala Maribor z letališčem Salzburg v Avstriji in letališčem Charles de Gaulle v Parizu (Francija)

## Flota
Družba je imela v lasti eno letalo, Bombardier CRJ200.